# Mexicaanse griep in Nederland
De Mexicaanse griep was een pandemie in 2009 en 2010 die ook Nederland trof. De Mexicaanse griep werd veroorzaakt door een influenza A virus met subtype H1N1.
Er overleden 60 mensen aan het virus.

## Gevolgen
De eerste besmetting door de Mexicaanse griep in Nederland werd geconstateerd bij een driejarig kind dat op 27 april 2009 terugkwam na een vakantie in Mexico. Hij raakte besmet op een familiefeest.
Een zeventienjarige jongen overleed op 4 augustus 2009 aan de Mexicaanse griep. Hij was de eerste persoon die overleed aan het virus.
Het RIVM liet in de zomer van 2009 weten dat het denkbaar was dat de zomervakantie werd verlengd vanwege de uitbraak van de Mexicaanse griep. De ministeries van Onderwijs en Volksgezondheid hebben op 6 augustus 2009 besloten om de zomervakantie niet te verlengen omdat het virus mild is. De Drentse GGD liet al weten dat er geen enkele reden is om de scholen dicht te houden, wel stuurde de GGD alle scholen in Drenthe een brief met hygiënemaatregelen tegen de ziekte.